# Carlmuesebeckius smithsonian
Carlmuesebeckius smithsonian – gatunek błonkówki z rodziny męczelkowatych, jedyny przedstawiciel rodzaju Carlmuesebeckius.

## Zasięg występowania
Występuje na Madagaskarze.